# 真刀徳次郎
真刀 徳次郎（しんとう とくじろう、宝暦11年（1761年） - 寛政元年（1789年）6月）は、江戸時代の盗賊。別名、神稲小僧（しんとうこぞう）。
上野出身。神道流の剣術の使い手であったという。数十人の手下を率い、陸奥、常陸、上総、下総、下野、武州を荒らしまわった武装強盗団の首謀者、移動時は公儀の御用であるように偽装し、犯行範囲が広域に及んだため町奉行や代官などでは手に負えずにいた、手口としては道中御用という絵符を立てて帯刀した幕府役人に変装し、百姓家・町家・寺などに侵入し、金銭や衣類反物などを強奪し、僧侶や百姓を殺傷した。また火縄を使って錠前を焼き切るなど、高い犯罪技術を持っていた、徳次郎は盗んだ物を古着屋や市場で売り現金化し部下と分けた、徳次郎一味はこの現金を酒や遊びなどに使い豪遊していたとされる。寛政元年（1789年3月）に四恩寺の境内にある闇魔堂に潜伏していたところを捕縛された、捕縛当時、徳次郎はみすぼらしい身なりをしていたため、長谷川平蔵によって新しい着物を与えられた。町中引廻しの上、大宮宿で斬首されて3日間首を晒された（享年28歳）。
大盗である彼が捕縛されたことは世間を驚かせ（平蔵の子孫である栗本鋤雲や三田村鳶魚もそのことを著書に記している）、捕り手である平蔵の勇名を世間に知らしめる端緒となったらしい。